# Port lotniczy Albuquerque
Port lotniczy Albuquerque (IATA: ABQ, ICAO: KABQ) – port lotniczy położony w Albuquerque, w stanie Nowy Meksyk, w Stanach Zjednoczonych.